# 久爾貝勒
久爾貝勒（法語：Diourbel）是塞內加爾西部的城鎮，也是久爾貝勒區的首府，位於首都達喀爾以東約150公里、捷斯以東，海拔高度7米，面積146平方公里，農業佔了該地區經濟的54％，日益乾旱的環境導致農村人口減少和貧困人口增加，2007年人口100,445。

## 友好城市
- 法國沃克吕兹省阿维尼翁

14°40′00″N 16°15′00″W / 14.66667°N 16.25000°W